# Erwan Berthou

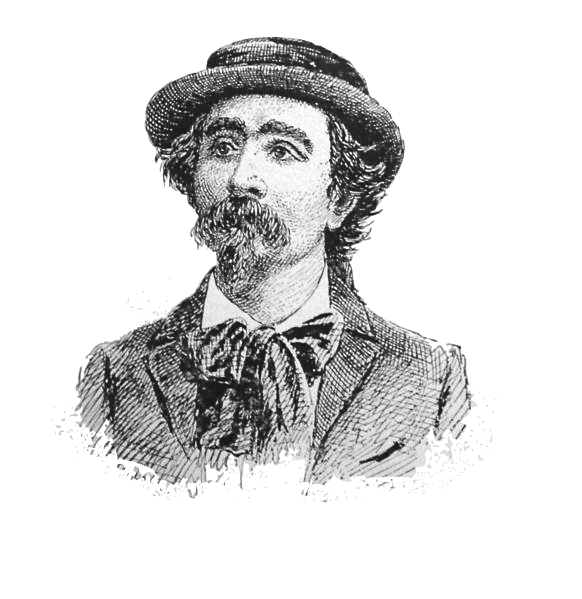
Erwan Berthou, nach einer Fotografie von Émile Hamonic

Erwan Berthou (* 4. September 1861 in Pleubian; † 30. Januar 1933) war ein Dichter, Schriftsteller und französisch- und bretonischsprachiger neodruidischer Barde. Sein Name wird auch Erwan Bertou und Yves Berthou buchstabiert. Er benutzte auch die bardischen Pseudonyme Kaledvoulc’h, Alc’houeder Treger und Erwanig.

## Leben
Er wurde in Pleubian, Côtes-d’Armor, geboren. Er studierte am Seminar von Tréguier, dann an der Hochschule von Lannion. Er arbeitete als Ingenieur in Le Havre, später zog er 1892 nach Rochefort. Am 12. Juni 1892 heiratete er Elisa Mézeray.
Er ging für fünf Jahre zur Marine. Während seines Dienstes besuchte er die Karibik, Afrika und China. 1896 kehrte Berthou nach Le Havre zurück. Danach begann er, Beiträge für die Zeitschriften L’Hermine und Revue des provinces de l’Ouest zu schreiben. Im Jahr 1897 gab er die Zeitschrift La Trêve de Dieu (Der Waffenstillstand Gottes) heraus, die jedoch nach einem Jahr wieder aufgelöst wurde. Er setzte seine Arbeit als Ingenieur fort, vor allem beim Bau von Siedlungen im Jahre 1898 in Paris.
Im folgenden Jahr war er einer von zweiundzwanzig Bretonen, die nach Cardiff gingen, um Verbindungen zum walisischen Neodruidentum herzustellen, und die im Gorsedd empfangen wurden. Er schloss sich auch der Union Régionaliste Bretonne an und half bei der Gründung der bretonischen nationalistischen Bewegung. Er beteiligte sich an allen Etappen der Gründung der Goursez Breizh, deren Erzdruide er von 1903 bis 1933 war, wobei er den bardischen Namen Kaledvoulc’h verwendete. Gelegentlich war er an der Zeitschrift Brug von Emile Masson beteiligt. Ein Großteil seiner Schriften ist von pantheistischen Ideen durchdrungen.
Im Jahre 1906 veröffentlichten Berthou und Jean Le Fustec Eur an gir von hinterem Varzed die Triades des druides de Bretagne, eine Übersetzung der 46 theologischen Triaden der Neobarden ins Bretonische, nach einem Text, der zuerst von Iolo Morganwg mit seinen eigenen lyrischen Gedichten, dann in den Barddas von J. William ab Ithel (1862) veröffentlicht wurde. Die Sammlung, in Wirklichkeit eine Fälschung von Morganwg, war angeblich eine Übersetzung von Werken von Llywelyn Siôn, die die Geschichte des walisischen bardischen Systems von seinen alten Ursprüngen bis zur Gegenwart beschreibt. Basierend auf diesen Ideen veröffentlichte Berthou auch Sous le chêne des druides (Unter der Eiche der Druiden), das eine mystische Geschichte der menschlichen spirituellen und kulturellen Entwicklung beschrieb, die in der Erreichung von „reinem Weiß“ gipfelte.
Im Jahr 1918 kehrte er nach Pleubian zurück, um den elterlichen Hof zu übernehmen. Es fiel ihm schwer, den Hof zahlungsfähig zu halten, und er wurde durch die Inflation nach dem Krieg in große Armut gestürzt. Seine letzten Jahre war er stark verarmt, was zum geistigen Zusammenbruch seiner Frau führte. Mitglieder der nationalen bretonischen Bewegung organisierten finanzielle Unterstützung für ihn.

## Werke
- Cœur breton, premières poésies, 1892
- La Lande fleurie, 1894
- Les Fontaines miraculeuses, 1896
- Âmes simples, dramatic poem, 1896
- La Semaine des Quatre Jeudis, ballads, 1898
- Le Pays qui Parle, poem, 1903.
- Dre an dellen hag ar c’horn-boud. (By the harp and by the horn of war). Saint-Brieuc / Paris René Prud’homme & Moriz an Dault 1904
- Triades des Bardes de l’île de Bretagne, 1906
- Istor Breiz, 1910.
- Kevrin Barzed Breiz, treatise of Breton language versification, 1912.
- Les Vessies pour des Lanternes, tract, 1913.
- Lemenik, skouer ar Varzed, 1914.
- Ivin ha Lore, gwerziou, 1914.
- Dernière Gerbe, poems, 1914.
- Avalou Stoup, rimadellou, 1914.
- Hostaliri Surat, 1914.
- Daouzek Abostol, 1928.
- Sous le chêne des druides P. Heugel Editeur 1931
- En Bro-Dreger a-dreuz parkoù (1910–1911), republished
- Lemenik: skouer ar varzhed. – Lesneven : „Hor yezh“, 2001